# New Catalogue of Suspected Variable Stars
El New Catalogue of Suspected Variable Stars (denominación en inglés del Nuevo Catálogo de Presumibles Estrellas Variables) es un catálogo estelar que contiene 14.811 estrellas; estas estrellas, aunque se piensa que pueden ser variables, no recibieron denominación de estrellas variables antes de 1980.
Los datos del catálogo incluyen posiciones, magnitudes, tipos de variabilidad, designaciones alternativas y referencias bibliográficas.
El catálogo fue publicado en 1982
y un suplemento posterior, incluyendo 11.206 estrellas más, se publicó en 1998.
Las estrellas se designan de la forma NSV nnnnn, siendo nnnnn un número entre 1 y 26.206.
Así, 109 Virginis recibe la designación NSV 6794, Praecipua (46 LMi) es NSV 4999 y 1 Centauri es NSV 19951.